# ویالفره
ویالفره (به ایتالیایی: Vialfrè) یک کومونه در ایتالیا است که در استان تورین واقع شده‌است. ویالفره ۴٫۵ کیلومتر مربع مساحت و ۲۶۲ نفر جمعیت دارد و ۴۷۰ متر بالاتر از سطح دریا واقع شده‌است.